# My Everything (álbum)
My Everything é o segundo álbum de estúdio da cantora estadunidense Ariana Grande, lançado em 22 de agosto de 2014 através da Republic Records. Na produção do álbum, Grande trabalhou com uma gama de produtores e co-compositores, incluindo Max Martin, Shellback, Benny Blanco, Ryan Tedder, Darkchild, Ilya Salmanzadeh, Zedd e David Guetta.
Grande buscou que My Everything soasse como "uma evolução" de seu álbum de estreia, Yours Truly (2013); explorando temas mais maduros e conteúdos e estilos musicais diversos. Principalmente um álbum pop e R&B, My Everything expande o estilo de R&B retrô dos anos 1990 de seu antecessor, ao mesmo tempo em que abrange gêneros como EDM, electropop e dance-pop. Participações especiais no álbum incluem Iggy Azalea, Zedd, Big Sean, Cashmere Cat, Childish Gambino, The Weeknd e A$AP Ferg, ao passo que a edição deluxe também inclui a canção "Bang Bang", com Jessie J e Nicki Minaj.
My Everything estreou no topo da Billboard 200, vendendo 169.000 cópias em sua primeira semana, marcando o segundo álbum número um consecutivo de Grande nos Estados Unidos. Posteriormente, recebeu o certificado de platina quádrupla da Recording Industry Association of America (RIAA) e foi listado como um dos álbuns mais populares de 2014, 2015 e da década de 2010 na Billboard 200. O álbum também estreou no topo das paradas da Austrália e do Canadá, além de alcançar o top dez em vinte países. My Everything recebeu avaliações geralmente positivas dos críticos musicais, aparecendo em múltiplas listas de melhores do ano de 2014. No 57º Grammy Awards, o álbum foi indicado ao prêmio de Melhor Álbum Vocal de Pop.
My Everything foi promovido por cinco singles; todos os quais conquistaram sucesso global. O carro-chefe, "Problem", quebrou vários recordes de vendas digitais após seu lançamento e alcançou a segunda posição da Billboard Hot 100. O segundo single, "Break Free", alcançou o quarto lugar nos Estados Unidos. O single seguinte, "Bang Bang", atingiu a terceira colocação nos Estados Unidos e liderou vários gráficos internacionais. Os quarto e quinto singles, "Love Me Harder" e "One Last Time", alcançaram a quarta e quinta posição, respectivamente, com o último chegando a segunda posição na tabela de singles do Reino Unido. Com os singles de My Everything, Grande foi a artista que conquistou a maior quantidade de canções no top dez da Hot 100 em 2014. Ainda para promover o álbum, a cantora embarcou na The Honeymoon Tour em 2015.

## Antecedentes
"Esse é um álbum que eu quero fazer um pouco diferente. Eu não quero que soe como uma extensão de Yours Truly. Eu quero que soe como uma evolução. Quero explorar mais sons e experimentar um pouco. Eu tenho um monte de ideias que eu estou muito animada em trabalhar".

 — Ariana sobre os trabalhos com o álbum.
O álbum de estreia de Grande,Yours Truly, foi lançado em 3 de setembro de 2013 e foi recebido com aclamação da crítica. Mais tarde, naquele mês, em entrevista à Rolling Stone, a cantora afirmou que ela tinha começado a escrever e trabalhar em seu segundo projeto de estúdio e já havia completado duas músicas As sessões de gravação começaram em outubro de 2013 com Grande trabalhando com os produtores anteriores de seu álbum de estreia, incluindo Harmony Samuels, Babyface, The Rascals e Thomas Brown. Inicialmente, Ariana tinha como objetivo lançar o álbum por volta de fevereiro de 2014. Em janeiro do mesmo ano, ela confirmou que ela estava trabalhando com novos produtores, como Ryan Tedder, Savan Kotecha, Benny Blanco, Key Wane e Max Martin. A cantora também declarou no final de fevereiro que queria nomear seu álbum depois de uma canção que ela tinha terminado naquele fim de semana que era muito honesta e a fez chorar. Foi anunciado, em 3 de março de 2014, que a artista teria uma canção incluída no sexto álbum de Chris Brown, X, chamada "Don't Be Gone Too Long". Esta mesma estava sendo prevista para ser lançada em 25 de março de 2014. No entanto, foi adiada após Brown ter sido preso. Em 28 de junho, Grande confirmou que o título de seu álbum seria My Everything, e anunciou seu lançamento para 25 de agosto de 2014.
As fotos para o encarte do álbum foram tiradas em 27 de maio de 2014. A cantora afirmou que ela escolheu a arte da capa porque ela sentiu que "cada canção tem uma temática tão forte que ela só queria que fosse tudo muito simples".

## Singlese promoção
Em 28 de abril de 2014, Grande lançou o primeiro single de seu álbum, "Problem", que conta com a participação da rapper Iggy Azalea, e foi apresentada pela primeira vez no Radio Disney Music Awards. A canção estreou na segunda posição da Billboard Hot 100, vendendo mais 438.000 cópias em sua primeira semana, tornando-se o quarto maior debut da história apenas por cantoras femininas, e o décimo no geral."Problem" chegou ao 2º lugar na  Billboard Hot 100, e foi certificado como 6x platina pela Recording Industry Association of America (RIAA). Alcançou o topo da parada musical no Reino Unido e foi certificado como platina pelas mais de 600 mil cópias comercializadas no país. A canção vendeu mais de 14 milhões de cópias no mundo todo.
Em 2 de julho foi lançado o segundo single para a promoção do álbum, "Break Free", com o DJ Zedd.Estreando na 15º posição da tabela musical BillboardHot 100 por 161.000 cópias vendidas em sua primeira semana,depois do lançamento oficial de seu videoclipe chegou ao 4º lugar na BillboardHot 100 e também foi certificado como 3x platina pela Recording Industry Association of America (RIAA). A canção vendeu mais de 8,8 milhões de cópias no mundo todo.
O terceiro single  Bang Bang foi lançado as rádios dia 29 de julho de 2014 e foi apresentada no AMA do mesmo ano. Foi certificada 6x platina nos EUA e teve um peak de #3 na Billboard Hot 100. Foi certificada platina no UK e alcançou o topo da parada musical do país. A canção vendeu mais de 14 milhões de cópias no mundo todo.
O quarto single, "Love Me Harder", que apresenta o artista canadense The Weeknd, foi lançado nas rádios em 30 de setembro de 2014. Ele alcançou o 7º lugar na BillboardHot 100 e recebeu o certificado de 3x platina pela Recording Industry Association of America (RIAA). A canção vendeu cerca de 6,2 milhões de cópias no mundo todo.
One Last Time foi inicialmente lançada como segundo single promocional do álbum e foi só lançada oficialmente nas rádios em 10 de fevereiro de 2015 como quinto single.A canção teve sua estreia na BillboardHot 100 na 80º posição onde chegou ao número 13 e recebeu o certificado de platina pela Recording Industry Association of America (RIAA). A canção alcançou a posição #2 no UKOfficial Singles Chart e recebeu certificado de 2X Platina pelas 1,200,000 cópias comercializadas no país. A canção vendeu mais de 7,3 milhões de cópias no mundo todo. Em 23 de outubro de 2017, vazou na internet uma suposta música chamada "Ridiculous", que seria uma faixa descartada do álbum.

## Performance comercial
Em 27 de agosto de 2014, a revista Billboard informou que My Everything venderia mais de 160.000 cópias na primeira semana de vendas nos Estados Unidos. My Everything estreou oficialmente em primeiro lugar na Billboard 200 e vendeu 169.000 cópias em sua primeira semana. Com isso, Grande atingiu seu segundo consecutivo álbum número um no país, tornando-se a primeira artista feminina a ter seus dois primeiros álbuns estreando, em menos de um ano, em número um desde a cantora escocesa Susan Boyle com os álbuns I Dreamed a Dream (2009) e The Gift (2010). O álbum já ultrapassa a marca de 14.000.000 cópias vendidas legalmente no mundo e foi certificado como disco de platina dupla pela RIAA pela venda de mais de 2.000.000 de cópias nos Estados Unidos da América em base do novo modelo de cálculo que agora inclui a contagem de streams semanais de álbuns. No Japão, My Everything permaneceu no topo das paradas da iTunes Store por nove semanas, ganhando assim Grande o mais longo no número um em 2014, quebrando o recorde anterior, realizada por Frozen: Original Motion Picture Soundtrack. My everything também foi o primeiro álbum feminino a chegar a 1 bilhão de streams na plataforma Spotify, em Fevereiro de 2017 o álbum já acumulava mais de 2.1 bilhões de streams, sendo o primeiro álbum feminino a atingir está marca assim continua a ser o álbum feminino com mais streams na história e o quinto no geral.

## Lista de faixas
O alinhamento de faixas do disco foi divulgado em 30 de junho de 2014.
| My Everything – Edição padrão |                                                           | |                                             |         |  |
| N.º                           | Título                                                    | Compositor(es) | Produtor(es)                                | Duração |  |
| 1.                            | "Intro"                                                   | Ariana Grande Tommy Brown Victoria Monét | Brown                                       | 1:20    |  |
| 2.                            | "Problem" (part. de Iggy Azalea)                          | Grande Max Martin Savan Kotecha Ilya Salmanzadeh Amethyst Kelly                                                                                           | Martin Ilya Shellback Peter Carlsson [a]    | 3:13    |  |
| 3.                            | "One Last Time"                                           | David Guetta Kotecha Giorgio Tuinfort Rami Yacoub Carl Falk                                                                                               | Tuinfort [b] Rami Falk Ilya [b] Kotecha [a] | 3:17    |  |
| 4.                            | "Why Try"                                                 | Benjamin Levin Ryan Tedder Ammar Malik Noel Zancanella | Benny Blanco Tedder Zancanella              | 3:31    |  |
| 5.                            | "Break Free" (part. de Zedd)                              | Anton Zaslavski Martin Kotecha | Zedd Martin                                 | 3:35    |  |
| 6.                            | "Best Mistake" (part. de Big Sean)                        | Grande Sean Anderson Dwane Weir | Key Wane Sauce [a]                          | 3:54    |  |
| 7.                            | "Be My Baby" (part. de Cashmere Cat)                      | Levin Magnus August Høiberg Theron Thomas Thimothy Thomas Peder Losnegård                                                                                 | Blanco Cashmere Cat Lido                    | 3:37    |  |
| 8.                            | "Break Your Heart Right Back" (part. de Childish Gambino) | Kirby Dockery Andrew "Pop" Wansel Warren "Oak" Felder Donald Glover Bernard Edwards Nile Rodgers Steven Jordan Christopher Wallace Sean Combs Mason Betha | Pop & Oak                                   | 4:13    |  |
| 9.                            | "Love Me Harder" (com The Weeknd)                         | Martin Kotecha Peter Svensson Ali Payami Abel Tesfaye Ahmad Balshe                                                                                        | Payami Svensson P. Carlsson [a]             | 3:56    |  |
| 10.                           | "Just a Little Bit of Your Heart"                         | Harry Styles Johan Carlsson | J. Carlsson P. Carlsson [a]                 | 3:53    |  |
| 11.                           | "Hands on Me" (part. de ASAP Ferg)                        | Rodney Jerkins Alicia Renee Williams Adrianee Birge Darold Ferguson, Jr.                                                                                  | Darkchild Hotsauce                          | 3:12    |  |
| 12.                           | "My Everything"                                           | Grande Brown Monét Taylor Parks | Brown Monét [a]                             | 2:49    |  |
| Duração total:                | Duração total:                                            | Duração total: | Duração total:                              | 40:32   |  |

| My Everything – Edição deluxe (faixas bônus) |                                          |                                                                                       |                                       |         |  |
| N.º                                          | Título                                   | Compositor(es)                                                                        | Produtor(es)                          | Duração |  |
| 13.                                          | "Bang Bang" (com Jessie J e Nicki Minaj) | Martin Kotecha Rickard Göransson Onika Maraj                                          | Martin Göransson Ilya Kuk Harrell [a] | 3:18    |  |
| 14.                                          | "Only 1"                                 | Grande Brown Travis Sayles Monét Dennis Jenkins                                       | Brown Sayles Monét [a]                | 3:14    |  |
| 15.                                          | "You Don't Know Me"                      | Grande Harmony Samuels H. "Carmen Reece" Culver Al Sherrod Lambert Maurice David Wade | Samuels Jo Blaq [a]                   | 3:52    |  |
| Duração total:                               | Duração total:                           | Duração total:                                                                        | Duração total:                        | 50:59   |  |

| My Everything – Edição latino-americana (faixa bônus) |                                             |                                         |                                       |         |  |
| N.º                                                   | Título                                      | Compositor(es)                          | Produtor(es)                          | Duração |  |
| 16.                                                   | "Problem" (part. de Iggy Azalea e J Balvin) | Grande Martin Kotecha Salmanzadeh Kelly | Martin Ilya Shellback P. Carlsson [a] | 3:13    |  |
| Duração total:                                        | Duração total:                              | Duração total:                          | Duração total:                        | 54:02   |  |

| My Everything – Edição exclusiva do Walmart (faixa bônus) |                                                     |                                         |                                               |         |  |
| N.º                                                       | Título                                              | Compositor(es)                          | Produtor(es)                                  | Duração |  |
| 16.                                                       | "Problem" (part. de Iggy Azalea) (Wayne G Club Mix) | Grande Martin Kotecha Salmanzadeh Kelly | Martin Ilya Shellback P. Carlsson [a] Wayne G | 6:35    |  |
| Duração total:                                            | Duração total:                                      | Duração total:                          | Duração total:                                | 57:24   |  |

| My Everything – Edição exclusiva da Target (faixas bônus) |                 |                                          |                        |         |  |
| N.º                                                       | Título          | Compositor(es)                           | Produtor(es)           | Duração |  |
| 16.                                                       | "Cadillac Song" | Grande Brown Sayles McCants Leon Sylvers | Brown Sayles Monét [a] | 2:52    |  |
| 17.                                                       | "Too Close"     | Grande Samuels Culver Lambert Wade       | Samuels Jo Blaq [a]    | 3:35    |  |
| Duração total:                                            | Duração total:  | Duração total:                           | Duração total:         | 57:27   |  |

| My Everything – Edição japonesa (faixas bônus) |                                 |                                                                 |                        |         |  |
| N.º                                            | Título                          | Compositor(es)                                                  | Produtor(es)           | Duração |  |
| 18.                                            | "Baby I" (part. de Taro Hakase) | Kenneth "Babyface" Edmonds Antonio Dixon Patrick "J. Que" Smith | Babyface Edmonds Dixon | 3:17    |  |
| Duração total:                                 | Duração total:                  | Duração total:                                                  | Duração total:         | 60:44   |  |

| My Everything – Edição deluxe japonesa (DVD bônus) |                                                |         |  |
| N.º                                                | Título                                         | Duração |  |
| 1.                                                 | "Problem" (part. de Iggy Azalea) (Videoclipe)  | 3:28    |  |
| 2.                                                 | "Problem" (part. de Iggy Azalea) (Lyric video) | 3:14    |  |
| 3.                                                 | "Official Interview"                           | 8:00    |  |
| Duração total:                                     | Duração total:                                 | 14:42   |  |

## Desempenho nas tabelas musicais
| Tabela musical                                            | Melhor posição |
| --------------------------------------------------------- | -------------- |
| Alemanha (Media Control Charts)                           | 5              |
| Austrália (ARIA Charts)                                   | 1              |
| Áustria (Ö3 Austria top 40)                               | 3              |
| Bélgica (Ultratop 50 de Flandres)                         | 1              |
| Bélgica (Ultratop 40 da Valônia)                          | 11             |
| Brasil (ABPD)                                             | 7              |
| Canadá (Canadian Albums Chart)                            | 1              |
| Coreia do Sul (Gaon International Albums Chart)           | 3              |
| Croácia (Hrvatska Diskografska Udruga)                    | 8              |
| Dinamarca (IFPI Dinamarca)                                | 2              |
| Escócia (Scottish Singles and Albums Charts)              | 4              |
| Espanha (Productores de Música de España)                 | 3              |
| Estados Unidos (Billboard 200)                            | 1              |
| Finlândia (IFPI Finlândia)                                | 8              |
| França (Syndicat National de l'Édition Phonographique)    | 18             |
| Grécia (IFPI Grécia)                                      | 5              |
| Irlanda (IRMA Albums Chart)                               | 2              |
| Itália (Federazione Industria Musicale Italiana)          | 4              |
| Japão (株式会社オリコン)                                  | 3              |
| México (Asociación Mexicana de Productores de Fonogramas) | 4              |
| Noruega (VG-Lista)                                        | 1              |
| Nova Zelândia (The Official New Zealand Music Chart)      | 3              |
| Países Baixos (MegaCharts)                                | 2              |
| Polônia (Związek Producentów Audio Video)                 | 9              |
| Portugal (Associação Fonográfica Portuguesa)              | 7              |
| Reino Unido (UK Albums Chart)                             | 3              |
| Suécia (Swedish Recording Industry Association)           | 2              |
| Suíça (Schweizer Hitparade)                               | 2              |
| Taiwan (G-Music)                                          | 1              |

| Chart (2014)                   | Posição |
| ------------------------------ | ------- |
| Austrália (ARIA)               | 37      |
| Bélgica (Ultratop Flanders)    | 99      |
| Bélgica (Ultratop Wallonia)    | 154     |
| Canadá (Billboard)             | 46      |
| Dinamarca (Tracklisten)        | 46      |
| Estados Unidos (Billboard 200) | 46      |
| França (SNEP)                  | 146     |
| Itália (FIMI)                  | 85      |
| Japão (Oricon)                 | 35      |
| México (AMPROFON)              | 26      |
| Nova Zelândia (RMNZ)           | 49      |
| Países Baixos (MegaCharts)     | 32      |
| Países Baixos (MegaCharts)     | 43      |
| Reino Unido (OCC)              | 88      |
| Suécia (Sverigetopplistan)     | 21      |
| Chart (2015)                   | Posição |
| Austrália (ARIA)               | 75      |
| Dinamarca (Tracklisten)        | 14      |
| Estados Unidos (Billboard 200) | 17      |
| França (SNEP)                  | 103     |
| Itália (FIMI)                  | 55      |
| Japão (Billboard Japan)        | 30      |
| Japão (Oricon)                 | 83      |
| México (AMPROFON)              | 22      |
| Países Baixos (MegaCharts)     | 60      |
| Países Baixos (MegaCharts)     | 45      |
| Reino Unido (OCC)              | 89      |
| Suécia (Sverigetopplistan)     | 10      |
| Chart (2016)                   | Posição |
| Japão (Billboard Japan)        | 59      |
| Países Baixos (MegaCharts)     | 96      |
| Chart (2017)                   | Posição |
| Reino Unido (OCC)              | 81      |

## Vendas e certificações
| Região                                                                                             | Certificação | Vendas   |
| -------------------------------------------------------------------------------------------------- | ------------ | -------- |
| Austrália (ARIA)                                                                                   | Platina      | 70,000^  |
| Áustria (IFPI Áustria)                                                                             | Platina      | 15,000*  |
| Brasil (Pro-Música Brasil)                                                                         | Platina      | 50,000*  |
| Canadá (Music Canada)                                                                              | 3× Platina   | 240,000^ |
| Dinamarca (IFPI Dinamarca)                                                                         | Ouro         | 10,000^  |
| Estados Unidos (RIAA)                                                                              | 2× Platina   | 735,000  |
| França (SNEP)                                                                                      | Platina      | 100,000* |
| Itália (FIMI)                                                                                      | Platina      | 50,000*  |
| Japão (RIAJ)                                                                                       | Platina      | 181,000  |
| México (AMPROFON)                                                                                  | 3× Platina   | 180,000^ |
| Polônia (ZPAV)                                                                                     | Platina      | 20,000*  |
| Reino Unido (BPI)                                                                                  | Platina      | 327,521  |
| Suécia (GLF)                                                                                       | Platina      | 40,000^  |
| *números de vendas baseados somente na certificação ^distribuições baseadas apenas na certificação |              |          |

## Histórico de lançamento
| Região      | Data                 | Versão                        | Formato                     | Gravadora        |
| ----------- | -------------------- | ----------------------------- | --------------------------- | ---------------- |
| Alemanha    | 22 de agosto de 2014 | Padrão                        | Download digital            | Republic Records |
| Reino Unido | 22 de agosto de 2014 | Padrão                        | Download digital            | Republic Records |
| Irlanda     | 22 de agosto de 2014 | Padrão                        | Download digital            | Republic Records |
| Mundo       | 25 de agosto de 2014 | Padrão [ 100 ] deluxe [ 101 ] | CD download digital [ 102 ] | Republic Records |
| Brasil      | 26 de agosto de 2014 | Deluxe                        | CD                          | Universal        |

## My Everything (Tenth Anniversary Edition)
My Everything (Tenth Anniversary Edition) é uma reedição do segundo álbum de estúdio de Ariana Grande, My Everything (2014), para comemorar o décimo aniversário do lançamento original do álbum. Foi relançado de surpresa em 22 de agosto de 2024, em dois formatos: uma edição deluxe digital e uma edição deluxe em vinil. A reedição digital inclui as faixas bônus "Too Close" e "Cadillac Song", que foram anteriormente exclusivas do CD da Target. A edição em vinil foi disponibilizada para pré-venda em 22 de agosto; ela compreende a lista de faixas original, faixas bônus digitais e as faixas deluxe que anteriormente nunca estiveram disponíveis em formato de vinil: "Bang Bang", "Only 1", "You Don’t Know Me".
Além disso, um vinil de 7 polegadas limitado dos singles do álbum "Problem", "Break Free", "Love Me Harder" e "One Last Time" foi lançado em 26 de agosto, seguido por um pacote digital com versões a capella e instrumentais desses singles, juntamente com "Bang Bang", em 27 de agosto. Uma coleção de mercadorias de aniversário também foi lançada.
Após o lançamento da reedição, as faixas do álbum tiveram um aumento nas streams no Spotify, variando de 115% a 545% em streams nos EUA em 22 de agosto de 2024.

### Lista de faixas
A reedição contém as quinze faixas deluxe, bem como as faixas "Cadillac Song" e "Too Close", que eram exclusivas da edição Target anteriormente.
| My Everything – Reedição em vinil do 10º aniversário (faixas bônus) |                                          |                                                                                       |                                       |         |  |
| N.º                                                                 | Título                                   | Compositor(es)                                                                        | Produtor(es)                          | Duração |  |
| 13.                                                                 | "Bang Bang" (com Jessie J e Nicki Minaj) | Martin Kotecha Rickard Göransson Onika Maraj                                          | Martin Göransson Ilya Kuk Harrell [a] | 3:18    |  |
| 14.                                                                 | "Only 1"                                 | Grande Brown Travis Sayles Monét Dennis Jenkins                                       | Brown Sayles Monét [a]                | 3:14    |  |
| 15.                                                                 | "You Don't Know Me"                      | Grande Harmony Samuels H. "Carmen Reece" Culver Al Sherrod Lambert Maurice David Wade | Samuels Jo Blaq [a]                   | 3:52    |  |
| 16.                                                                 | "Cadillac Song"                          | Grande Brown Sayles McCants Leon Sylvers                                              | Brown Sayles Monét [a]                | 2:52    |  |
| 17.                                                                 | "Too Close"                              | Grande Samuels Culver Lambert Wade                                                    | Samuels Jo Blaq [a]                   | 3:35    |  |
| Duração total:                                                      | Duração total:                           | Duração total:                                                                        | Duração total:                        | 57:16   |  |

| My Everything –Tenth Anniversary Edition (reedição digital) |                 |                                          |                        |         |  |
| N.º                                                         | Título          | Compositor(es)                           | Produtor(es)           | Duração |  |
| 16.                                                         | "Cadillac Song" | Grande Brown Sayles McCants Leon Sylvers | Brown Sayles Monét [a] | 2:52    |  |
| 17.                                                         | "Too Close"     | Grande Samuels Culver Lambert Wade       | Samuels Jo Blaq [a]    | 3:35    |  |
| Duração total:                                              | Duração total:  | Duração total:                           | Duração total:         | 57:16   |  |

### Histórico de relançamento
| Região | Data                  | Formato                    | Gravadora |
| ------ | --------------------- | -------------------------- | --------- |
| Mundo  | 22 de agosto de 2024  | Download digital streaming | Republic  |
| Mundo  | 6 de dezembro de 2024 | Vinil                      | Republic  |